# Snow (bière)
Pour les articles homonymes, voir Snow.

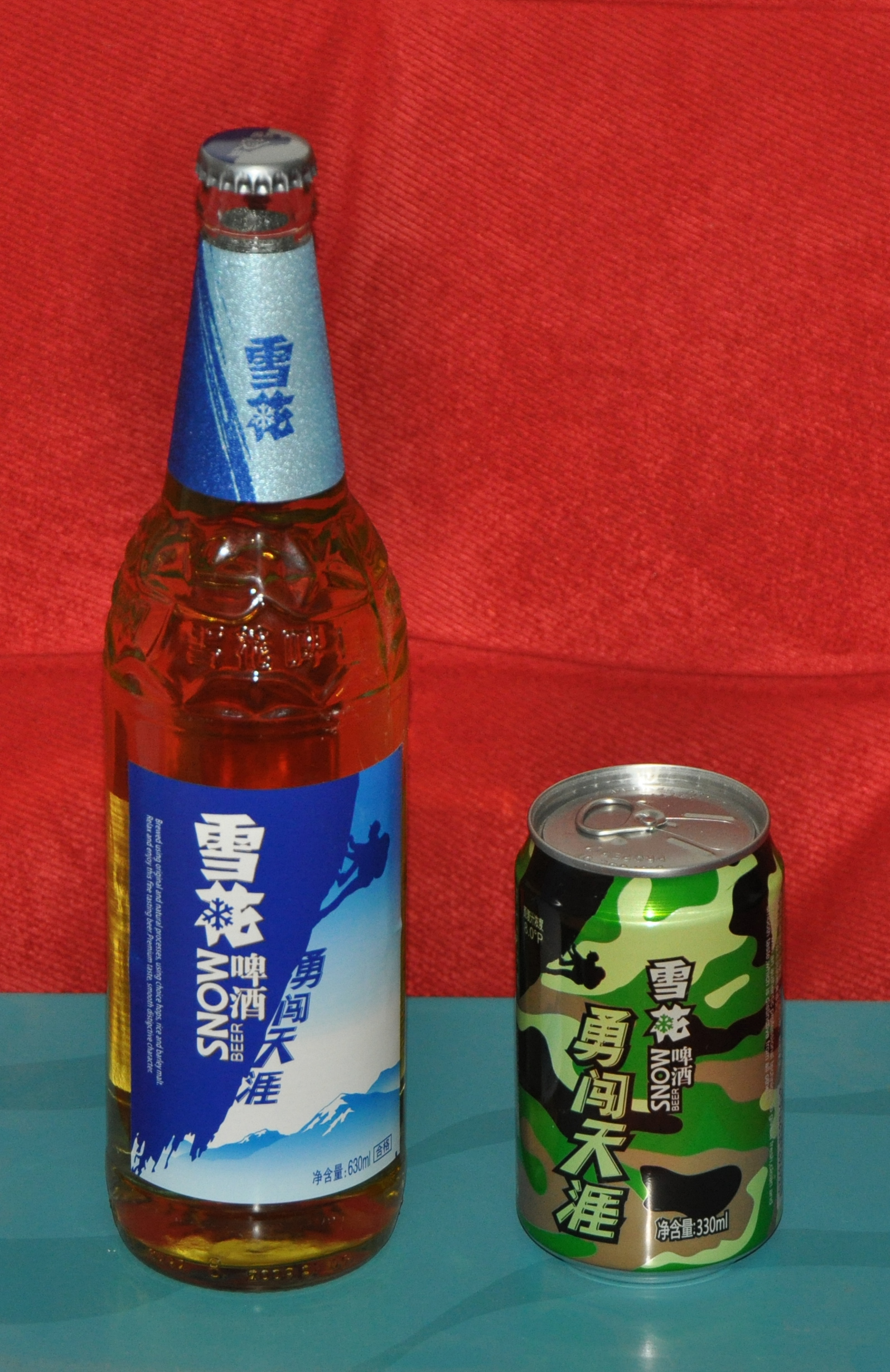
Bière Snow en bouteille, et en canette.

La bière Snow (chinois simplifié : 雪花啤酒 ; pinyin : Xuěhuā píjiǔ ; litt. « Bière flocon de neige ») est une bière lager chinoise créée en 1996. Elle est brassée par la coentreprise composée des entreprises SABMiller et China Resources Enterprises. La production annuelle est de 61 millions d'hectolitres en 2008, ce qui fait de la Snow, selon la façon dont on regroupe les marques, la première ou deuxième marque mondiale, devant ou derrière la Bud Light d'Anheuser-Busch (la famille Budweiser dans son ensemble dépassant les 100 millions d'hectolitres vendues par an).

## Développement de la bière en Chine
En 2010, la production annuelle était de 82 millions d'hectolitres, contre 61 en 2008. Les ventes augmentent de 10 % par an, pour un marché de type local (la République populaire de Chine).
En février 2016, China Resources acquiert à Anheuser-Busch InBev, à la suite de l'acquisition par ce dernier de SABMiller, la participation de 49 % qu'il ne détient pas dans Snow pour l'équivalent de 1,6 milliard de dollars, un prix nettement inférieur à celui anticipé par les analystes.

## Source
- (en) Cet article est partiellement ou en totalité issu de l’article de Wikipédia en anglais intitulé « Snow beer » (voir la liste des auteurs).